# ایهور کورول
ایهور کورول (اوکراینی: Ігор Євгенович Король؛ زادهٔ ۲۶ اوت ۱۹۷۱) بازیکن فوتبال اهل اوکراین است.
از باشگاه‌هایی که در آن بازی کرده‌است می‌توان به باشگاه فوتبال متالورگ-۲ دونتسک، باشگاه فوتبال بالتیکا کالینینگراد، باشگاه فوتبال متالورگ دونتسک، و باشگاه فوتبال اسپارتاک ایوانو-فرانکیفسک اشاره کرد.